# Nora Dean
Letetia Leonora McLean (* 8. Januar 1944 in Spanish Town; † 29. September 2016), besser bekannt als Nora Dean, war eine jamaikanische Reggae- und Gospelsängerin, die durch ihren Hit Barbwire von 1970 berühmt wurde.

## Biografie
Sie wurde  als Tochter von Isolene Ricketts and David Dean geboren.
Vor ihrer Solokarriere war sie bei den Soulettes (mit Rita Marley) und den Ebony Sisters. Aufnahmen machte sie für Lee "Scratch" Perry, einschließlich der Single The Same Thing That You Gave to Daddy (1969). Dean hatte 1970 ihren ersten Hit mit Barbwire, produziert von Byron Smith, basierend auf You Don't Care von den Techniques.
Einen weiteren Erfolg hatte sie mit Night Food Reggae, zudem nahm sie Que Sera, Sera unter dem Titel Kay Sarah auf.
Mitte der 1970er-Jahre heiratete sie und lebte dann in New York City. In den 1980er-Jahren begann sie erneut zu singen, im so genannten Lovers-Rock-Stil. Die 1990er-Jahre waren für sie mit der Konzentration auf Gospel verbunden; sie veröffentlichte mehrere Alben.
2010 zog Dean nach Connecticut, wo sie am 29. September 2016 im Alter von 72 Jahren starb.

## Diskografie
- Play Me a Love Song (1981), Nationwide
- My Soul Loves Jesus (1996), Aquarius
- Melody of Praise (1998), Aquarius
- Down On My Knees (1999), Faith Gospel Recording Ministry
- The Love of God – Reach Down To Me (2000), Faith Gospel Records Productions
- Breakthrough (2003), Evangelist
- Merry Christmas (2004)
- At Calvary (2006)